# Anagallis serpens
Anagallis serpens là một loài thực vật có hoa trong họ Anh thảo. Loài này được Hochst. ex Duby mô tả khoa học đầu tiên năm 1844.